# 帕尔特

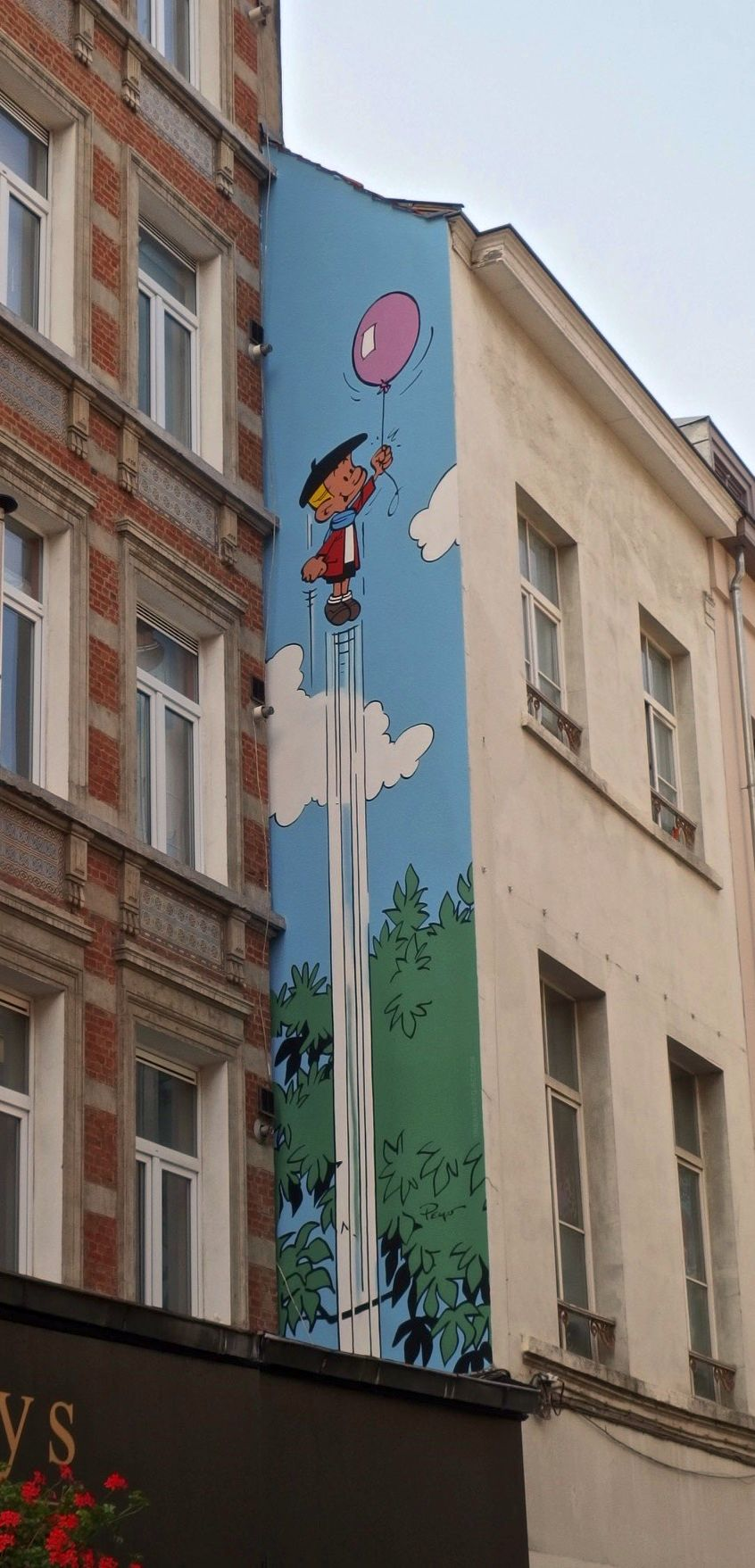
本尼·巴倫斯塔克 (Benoît Brisefer)。布魯塞爾的壁畫，Rue Haute 119 (Parcours bande dessinée)。

帕尔特（法語：Benedict Ironbreaker）全称是力大无比的帕尔特，是比利时漫画家贝约在1960年画的漫画。

## 介绍
主要描写一个戴贝雷帽且力大无比（但感冒就没力气）的小孩看到有困难的人相助的故事。该系列总共13本，但中国内地1987年只出版了前七本。分别是红色出租车的阴谋、大战机器人、十二杰作、巧护手提箱、轰动全城的马戏团、追踪机器人和力夺小偶像。